# Bif Naked
Bif Naked (nascida Beth Torbert em 15 de junho de 1971) é uma ganhadora do Juno Award canadense, cantora, compositora, poeta, cartunista, e atriz.

## Biografia

### Vida Pessoal
Torbert nasceu em Nova Delhi, Índia de pais adolescentes freqüentando. Ela foi posteriormente adotada por americanos missionários. Passou parte de sua infância em Lexington, Kentucky, onde o seu pai era um professor na Universidade de Kentucky. Depois de viver em Dauphin, Manitoba, a sua família resolveu morar em Winnipeg. Ela se formou a na escola John Taylor Collegiate e estudou teatro na Universidade de Winnipeg.
Torbert sempre foi sincera com sua bissexualidade, e as letras de suas canções autobiográficas (como seu hit "Everything").Ela foi diagnosticada com um aneurisma cardíaco, mas cirurgia corretiva foi excluída. Sua canção "Everyday", de seu álbum Superbeautifulmonster, é em parte uma resposta a essa experiência. Bif se casou, engravidou e, mais tarde, teve um aborto. Ela escreveu a canção "Chotee" depois que, com letras, como "Adeus meu filho …". Sua canção "Moment of Weakness", também foi sobre esse homem. Bif casada com Ian Walker escritor de esportes do Vancouver Sun (jornal canadense) em uma igreja tradicional cerimônia em Vancouver, em 29 de setembro de 2007. Em Janeiro de 2008, ela anunciou que ela havia sido diagnosticada com câncer de mama e está prevista para um cirurgia, a ser seguido por quimioterapia.

### Carreira Musical
Antes da sua carreira solo, Torbert tocava com bandas punk Gorilla Gorilla e Chrome Dog. Ela já percorreu a Europa, os Estados Unidos e do Canadá como um headlining act, e tem realizado sobre letras com Snoop Dogg, Billy Idol, Dido, Sarah McLachlan, Sheryl Crow, Chrissie Hynde, o Foo Fighters, a Cult e muitos mais. Ela registrou uma versão de "I Saw Mommy Kissing Santa Claus" para a MTV. Ela também foi destaque na Ready to Rumble trilha sonora com uma capa de Twisted Sister's. Álbuns solo incluem Bif Naked, um álbum auto-intitulado, Purge, e I Bificus. Em 2005, reduzindo-a para baixo depois de mais de cinqüenta canções, ela lança o álbum Superbeautifulmonster com treze faixas.
Ela estava em Moist's videoclipe para a canção "Believe Me" e "Prata". Ela também aparece brevemente no videoclipe do Simple Plan, "Save You", próximo ao fim do vídeo, juntamente com outras pessoas (tais como Sharon Osbourne e René Angélil) que tenham sido tratados de câncer.

### Carreira de Atriz
- 1990: Archangel, creditado como "Bif Torbert", fazendo uma soldada russa
- 1997: O Boys Club.
- 1998: Série de televisão Once a Thief.
- 1999:Buffy o Vampire Slayer como ela mesma, ela apresentou canções como "Anything", "Lucky" e "Moment of Weakness".
- 2000: The Chris Isaak Show and Big Sound como ela mesma.
- 2000: Daria filme, Is It Fall?].
- 2001: Lunch with Charles, filme canadense.
- 2002: tornou-se o primeiro acolhimento da CBC Television série Zed.[6]
- 2003: The House of the Dead.
- 2005: Crossing, filme independente canadense, como Bernie
- 2006: uma parte em um episódio da série The L Word, como uma personagem chamada Cynthia

## Discografia

### Singles
| 1998 | "Spaceman"                | I Bificus                  |
| 1998 | "Chotee"                  | I Bificus                  |
| 1998 | "Lucky"                   | I Bificus                  |
| 1999 | "Moment of Weakess"       | I Bificus                  |
| 2000 | "Twitch"                  | Another 5 Songs and a Poem |
| 2000 | "We're Not Gonna Take It" | Another 5 Songs and a Poem |
| 2001 | "I Love Myself Today"     | Purge                      |
| 2002 | "Tango Shoes"             | Purge                      |
| 2003 | "Leader"                  | Purge                      |
| 2003 | "Choking on the Truth"    | Purge                      |
| 2003 | "Rich and Filthy"         | Essentially Naked          |
| 2004 | "Back in the Day"         | Essentially Naked          |
| 2005 | "Let Down"                | Superbeautifulmonster      |
| 2005 | "Nothing Else Matters"    | Superbeautifulmonster      |
| 2006 | "Everyday"                | Superbeautifulmonster      |
| 2007 | "My Greatest Masterpiece" | Crossing - Soundtrack      |

### Álbuns de Estúdio
- Four Songs and a Poem (EP) – 1994
- Bif Naked – 1995
- Okenspay Ordway: Things I Forgot To Tell Mommy – 1997
- I Bificus – 1998
- Another 5 Songs and a Poem (EP) – 2000
- Purge – 2001
- Essentially Naked (greatest hits álbum) – 2003
- Superbeautifulmonster] – 2005